# Стреошть (Прахова)
Стреошть, Стреошті (рум. Străoști) — село у повіті Прахова в Румунії. Входить до складу комуни Йордекяну.
Село розташоване на відстані 67 км на північ від Бухареста, 18 км на північний схід від Плоєшті, 147 км на захід від Галаца, 83 км на південний схід від Брашова.

## Населення
За даними перепису населення 2002 року у селі проживали 338 осіб, з них 337 осіб (99,7%) румунів. Усі жителі села рідною мовою назвали румунську.